# Eudocimus
Eudocimus Wagler, 1832 è un genere di uccelli della famiglia Threskiornithidae diffusi nel Nuovo Mondo.

## Descrizione
Gli adulti sono lunghi 56–61 cm e l'apertura alare di 85–95 cm. Hanno lunghi becchi ricurvi, zampe rosa e glabre facce rosse. Il piumaggio è completamente bianco (albus) o completamente scarlatto (ruber), a eccezione delle punte delle ali nere, facilmente visibili in volo. I giovani sono in larga parte bruni con le regioni inferiori bianche e leggermente glabre.

## Biologia
Costruiscono sugli alberi o sui cespugli nei pressi dell'acqua nidi fatti di ramoscelli e una loro covata tipica è composta da 2 a 5 uova. Gli ibis Eudocimus sono monogami e coloniali e spesso nidificano in colonie miste con altri trampolieri.
Gli ibis Eudocimus si nutrono setacciando le acque con i loro lunghi becchi curvati all'ingiù. La loro dieta consiste di pesci, rane, crostacei e insetti. Volano tenendo il collo e le zampe distesi, spesso in lunghe linee distanziate, in un modo particolare proprio di questo genere, e si spostano di notte.

## Tassonomia
A questo genere appartengono solamente due specie:
- Eudocimus albus - ibis bianco americano
- Eudocimus ruber - ibis scarlatto

Le due specie si ibridano e qualche volta vengono considerate conspecifiche.

## Distribuzione e habitat
Vivono nelle regioni calde del Nuovo Mondo dagli Stati Uniti meridionali attraverso l'America Centrale, le Indie Occidentali e l'America Meridionale.
Questi uccelli si trovano in aree paludose, spesso vicino alle coste.